# Tranh luận

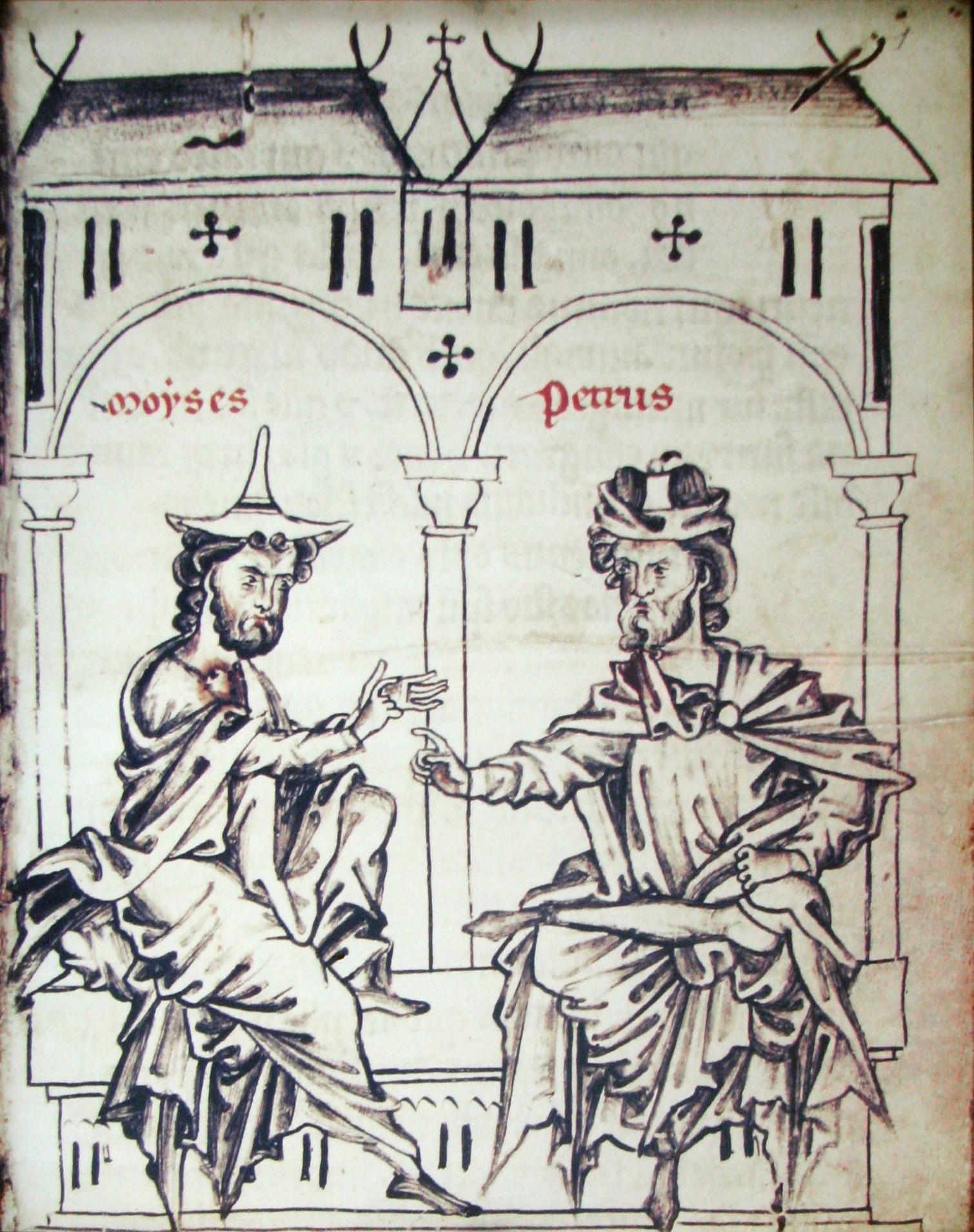
Minh họa thế kỷ 13 của Moses và Saint Peter đang tranh luận trong một tác phẩm của người Do Thái Petrus Alphonsi

Tranh luận hay tranh biện là một quá trình bao gồm thảo luận chính thức về một chủ đề cụ thể. Trong một cuộc tranh biện, các lập luận đối lập được đưa ra để tranh luận cho các quan điểm đối lập. Tranh luận xảy ra trong các cuộc họp công cộng, các tổ chức học thuật và các hội đồng lập pháp. Đây là một loại thảo luận chính thức, thường có người điều hành và khán giả, ngoài những người tham gia tranh luận.
Tính nhất quán hợp lý, tính chính xác thực tế và mức độ hấp dẫn cảm xúc đối với khán giả là những yếu tố gây tranh cãi, trong đó một bên thường chiếm ưu thế so với bên kia bằng cách đưa ra một "bối cảnh" hay khuôn khổ của vấn đề. Trong một cuộc thi tranh luận chính thức, có những quy tắc để người tham gia thảo luận và quyết định về sự khác biệt, trong khuôn khổ xác định cách họ sẽ làm điều đó.
Tranh luận được thực hiện trong các phòng tranh luận và các hội đồng thuộc nhiều loại khác nhau để thảo luận về các vấn đề và đưa ra các nghị quyết về hành động được thực hiện, thường là bằng cách bỏ phiếu. Các cơ quan có tranh luận như nghị viện, hội đồng lập pháp và các cuộc họp đều là các cuộc tranh luận. Đặc biệt, trong các nền dân chủ nghị viện, một cuộc tranh luận về lập pháp và quyết định về luật mới. Các cuộc tranh luận chính thức giữa các ứng cử viên cho chức vụ được bầu, chẳng hạn như các cuộc tranh luận của các nhà lãnh đạo, đôi khi được tổ chức tại các nền dân chủ. Tranh luận cũng được thực hiện cho mục đích giáo dục và giải trí, thường liên quan đến các cơ sở giáo dục và các xã hội tranh luận.
Các cuộc tranh luận không chính thức và diễn đàn tranh luận là tương đối phổ biến, được các chương trình truyền hình như chương trình trò chuyện của Úc, Q &amp; A. thực hiện. Kết quả của một cuộc thi có thể được quyết định bởi bình chọn của khán giả, bởi các giám khảo hoặc bởi sự kết hợp của cả hai yếu tố này. 

## Lịch sử

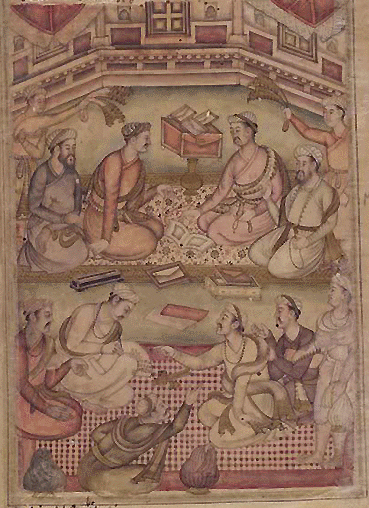
Một cuộc tranh luận giữa các học giả, tranh minh họa của Razmnama

Mặc dù tranh luận dưới nhiều hình thức khác nhau có lịch sử lâu dài và có thể bắt nguồn từ các cuộc tranh luận triết học và chính trị của Hy Lạp cổ đại, như nền dân chủ Athen, Shastrartha ở Ấn Độ cổ đại, và các hình thức tranh luận hiện đại và thành lập các xã hội tranh luận xảy ra trong Thời đại Khai sáng vào thế kỷ 18. 

### Sự xuất hiện của các xã hội tranh luận

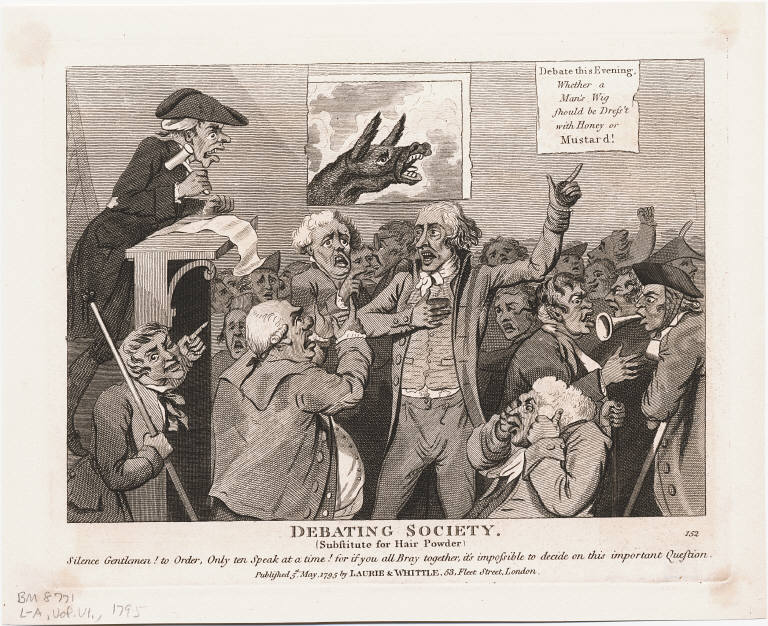
Tranh luận tối nay: Tóc giả của một người đàn ông nên được tẩm với mật ong hay mù tạt! Một tranh hoạt họa năm 1795 châm biếm nội dung của các cuộc tranh luận.

Các xã hội tranh luận xuất hiện ở London vào đầu thế kỷ thứ mười tám, và sớm trở thành một phần nổi bật của đời sống quốc gia này.    Nguồn gốc của các xã hội này không chắc chắn trong nhiều trường hợp, mặc dù đến giữa thế kỷ 18, London thúc đẩy văn hóa xã hội tranh luận tích cực.    chủ đề tranh luận bao trùm một phạm vi rộng các chủ đề trong khi các xã hội tranh luận cho phép những người tham gia từ cả hai giới và mọi nền tảng xã hội, biến chúng thành một ví dụ tuyệt vời về lĩnh vực công cộng mở rộng của Thời đại Khai sáng. Các xã hội tranh luận là một hiện tượng liên quan đến sự gia tăng đồng thời của lĩnh vực công cộng, một phạm vi thảo luận tách biệt với các cơ quan truyền thống và có thể tiếp cận được với tất cả những người đóng vai trò là nền tảng cho sự chỉ trích và phát triển các ý tưởng và triết học mới.